# Агинское (городской округ)
Городско́й о́круг посёлок Аги́нское (бур. Агын hомон) — муниципальное образование в Агинском Бурятском округе Забайкальского края России.
Административный центр — пгт Агинское.

## Население
| 2007    | 2009    | 2010    | 2011    | 2012    | 2013    | 2014    | 2015    | 2016    |
| ------- | ------- | ------- | ------- | ------- | ------- | ------- | ------- | ------- |
| 13 800  | ↗14 394 | ↗15 667 | ↗15 775 | ↗16 302 | ↗16 802 | ↗17 050 | ↗17 567 | ↗17 765 |
| 2017    | 2018    | 2019    | 2020    | 2021    |         |         |         |         |
| ↗18 001 | ↘17 898 | ↗17 904 | ↗18 153 | ↘16 595 |         |         |         |         |

## Состав городского округа
В состав городского округа входят 2 населённых пункта:
| № | Населённый пункт | Тип населённого пункта      | Население |
| - | ---------------- | --------------------------- | --------- |
| 1 | Агинское         | пгт, административный центр | ↘16 511   |
| 2 | Хусатуй          | село                        | ↗84       |

На уровне административно-территориального устройства населённые пункты включены в Агинский район.

## Местное самоуправление
Глава городского округа, Батомункуев Буянто Балданжапович (с  сентября 2018 года), возглавляет администрацию городского округа . Представительным органом является дума городского округа, в которой заседают 15 депутатов. В систему органов местного самоуправления также входит контрольно-счётная палата городского округа.

## Транспорт
По территории городского округа проходит автомобильная дорога федерального значения А350 Чита — Забайкальск, и далее в город Маньчжурия (КНР)